# Adolf Fizia

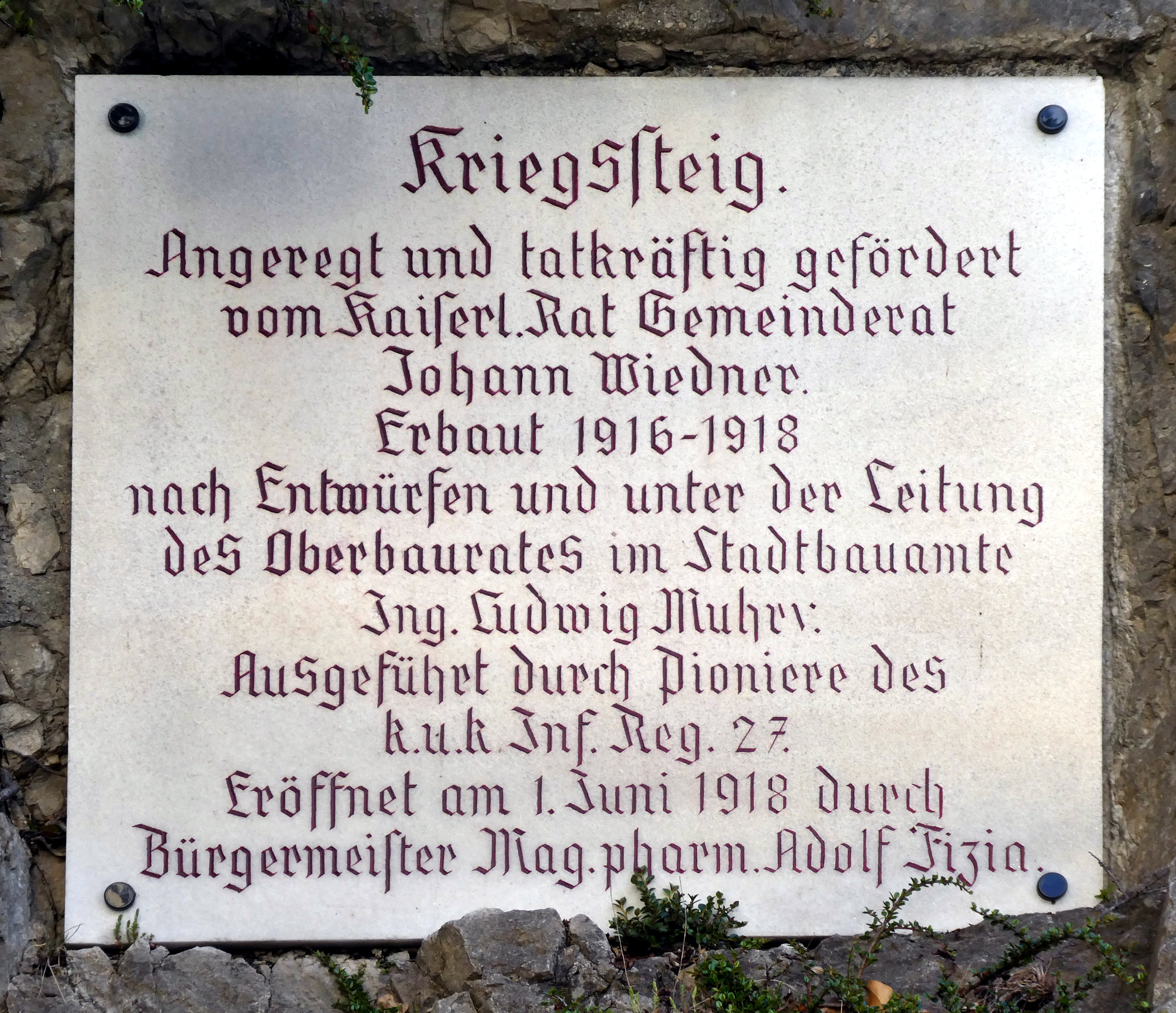
Kriegssteig Tafel in Graz

Adolf Fizia (* 30. März 1873 in Breitenwang, Tirol; † 18. Mai 1932 in Judendorf-Straßengel, Steiermark) war ein österreichischer Politiker und Kommerzialrat.

## Leben
Der Sohn des k.k. Oberbezirksrates und Sanitätsrates Bernhard Fizia und der Adolfine (geborene Müller) studierte in Graz, wo er 1893 zum Magister der Pharmazie sponsiert wurde. Im Jahre 1898 übernahm er die Grazer „Hirschenapotheke“.
Er bekleidete Funktionen in zahlreichen Standesvertretungen (Grazer Apothekerklub, Gehaltskasse, Pensionsinstitut österreichischer Apotheker), Vereinen (Südmark) und Gesellschaften (Grazer Gemeindesparkasse, Steiermärkischer Kunstverein).
Als Vertreter der Deutsch-Bürgerlichen Vereinigung wurde er am 12. Dezember 1917 vom Gemeinderat zum Bürgermeister der Stadt Graz gewählt.
Als am 21. Oktober 1918 die provisorische Nationalversammlung Deutschösterreichs verkündet wurde, begrüßte dies der Grazer Gemeinderat ebenso wie Fizia selbst: Es möge gelingen, den neuen deutschen Ostmarkstaat zu einem Reich zu machen, welches die schweren Erschütterungen des unheilvollen Krieges baldigst überstanden habe und welches im engsten Anschlusse an das Deutsche Reich einer besseren Zukunft entgegen gehen kann.
1920 wurde er Mitglied der Akademischen Burschenschaft Marcho-Teutonia Graz. Im Jahre 1923 wurde er zum Kommerzialrat ernannt.
Er war mit Ida, geborene Purgleitner, verheiratet.

## Zitate
- Hoffentlich ist der Tag der Rache und Wiedervergeltung nicht ferne. Je ärger die Unterdrückung, desto näher die Morgenröte der Befreiung. Dass dies bald geschehe, dass die deutsche Stadt Marburg von windischer Gewalt und Schreckensherrschaft ehestens befreit werden möge, ist unser heißester Wunsch. Den Marburger Blutzeugen aber ehrendstes Gedenken!

Fizia über den „Marburger Blutsonntag“, als am 27. Jänner 1919 dreizehn deutsche Bürger und Arbeiter bei einer Demonstration durch Soldaten der SHS-Armee getötet wurden.